# MMR06

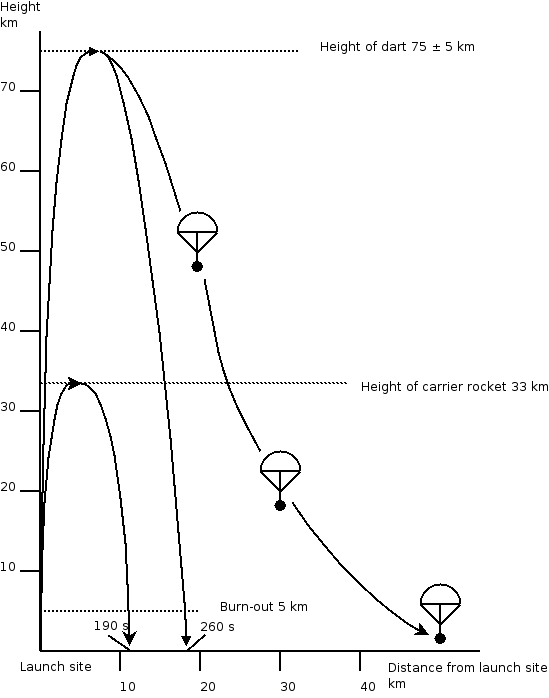
MMR06-M Flugweg

Die MMR06 ist eine russische Rakete für meteorologische Experimente. Sie ist 3,48 Meter lang und hat ein Startgewicht von 130 kg.
Die MMR06-Rakete wurde in zwei Versionen gebaut: Die erste Version hatte eine konische Spitze, die zweite, auch MMR06-M genannt, einen abtrennbaren Freiflugkörper (Dart).
Die Gipfelhöhen liegen bei 60 bzw. 80 Kilometern.
Zwischen 1988 und 1992 wurden 62 Raketen des Typs MMR06-M vom ehemaligen NVA-Übungsplatz auf der Halbinsel Zingst gestartet, um Wind- und Temperaturmessungen in der Hochatmosphäre durchzuführen.

## Technische Daten der MMR-06M

### Gesamtsystem Rakete
- Startmasse: (134 ± 5) kg
- Leermasse: 58 kg
- Treibstoffmasse: 78 kg
- Gesamtlänge: 4,14 m

- Abstand Düsenende – Schwerpunkt beim Start: 1,445 m
- Abstand Düsenende – Schwerpunkt beim Brennschluss: 1,872 m
- Abstand Düsenende – Luftangriffspunkt: 1 m

- Axiales Trägheitsmoment beim Start: 0,87 kg/m²
- Axiales Trägheitsmoment beim Brennschluss: 0,25 kg/m²

- Äquatoriales Trägheitsmoment beim Start: 394,5 kg/m²
- Äquatoriales Trägheitsmoment beim Brennschluss: 158,5 kg/m²

### Aerodynamische Beiwerte
- cw = 0,42
- ca = 20
- cm = 34,4
- Brennschlussgeschwindigkeit: 1428 m/s
- Rotationsgeschwindigkeit der Rakete um die eigene Achse: 800 Umdrehungen/Minute

### Raketenmotor
- Masse geladen: 121,8 kg
- Masse ungeladen mit Übergangsstück: 38 kg
- Masse ungeladen ohne Übergangsstück: 33 kg
- Länge mit Übergangsstück: 2,813 m
- Länge ohne Übergangsstück: 2,444 m
- Brennschlusszeit: 7,2–12 s
- Durchmesser: 0,2 m
- Spannweite mit Flügeln: 0,6 m
- Anstellwinkel der Flügel: 5–40'

### Dart
- Masse: 12,2 kg
- Länge: 1,478 m
- Durchmesser: 0,063 m
- Abstand Dartende – Schwerpunkt: 0,78 m
- Abstand Dartende – Luftangriffspunkt: 0,5 m
- Axiales Trägheitsmoment: 0,00752 kg/m²
- Äquatoriales Trägheitsmoment: 3,48 kg/m²
- Spannweite der Flügel: 0,148 m
- Anstellwinkel der Flügel zur Längsachse: 0 Grad
- Geschwindigkeit beim Ausstoß der Sonde: 3,65 m/s
- Aerodynamische Beiwerte:
- cw = 0,15
- ca = 20
- cm = 34,4

### Fallschirmsystem
- Masse 1 kg
- Zeit des Ausstoßes 130 s

## Startplätze

### Schiff
- Musson
- Uschakow

### Land
- Halbinsel Zingst, DDR
- Kapustin Jar, Kaspisches Meer, Russland
- Molodjoschnaja-Station, Antarktis, Enderbyland
- Geophysikalische Forschungsstation E.T. Krenkel, Franz-Joseph-Land
- Priliw
- Wolna